# Max Décugis
Maxime "Max" Omer Mathieu Decugis ou Décugis (Paris, 24 de Setembro de 1872 - Biot, 6 de Setembro de 1958) foi um tenista francês, que disputou 12 finais no Open da França (recorde), sendo 8 vezes campeão do torneio. Desse modo, é o segundo maior vencedor da competição, superado somente pelo espanhol Rafael Nadal (14 títulos).

## Grand Slam finais

### Simples: (8 Títulos, 4 vice)
| 1923 | François Blanchy | Max Decugis     | 1–6, 6–2, 6–0, 6–2      |
| 1920 | André Gobert     | Max Decugis     | 6–3, 3–6, 1–6, 6–2, 6–3 |
| 1914 | Max Decugis      | Jean Samazeuilh | 3–6, 6–1, 6–4, 6–4      |
| 1913 | Max Decugis      | Georges Gault   | —                       |
| 1912 | Max Decugis      | André Gobert    | —                       |
| 1909 | Max Decugis      | Maurice Germot  | 3–6, 2–6, 6–4, 6–4, 6–4 |
| 1908 | Max Decugis      | Maurice Germot  | 6–2, 6–1, 3–6, 10–8     |
| 1907 | Max Decugis      | Robert Wallet   | —                       |
| 1906 | Maurice Germot   | Max Decugis     | 5–7, 6–3, 6–4, 1–6, 6–3 |
| 1904 | Max Decugis      | André Vacherot  | 6–1, 9–7, 6–8, 6–1      |
| 1903 | Max Decugis      | André Vacherot  | 6–3, 6–2                |
| 1902 | Michel Vacherot  | Max Decugis     | 6–4, 6–2                |

### Duplas: 2 (1 título, 1 vice)
| Resultado | Ano  | Torneio   | Parceiro     | Oponentes                     | Placar                  |
| Campeão   | 1911 | Wimbledon | André Gobert | Major Ritchie Anthony Wilding | 9–7, 5–7, 6–3, 2–6, 6–2 |
| Vice      | 1912 | Wimbledon | André Gobert | Major Ritchie Anthony Wilding | 6–3, 3–6, 4–6, 5–7      |